# Александр (Пападопулос)
Митрополи́т Алекса́ндр (греч. Μητροπολίτης Αλέξανδρος Παπαδόπουλος; 28 октября 1936, Папарис — 19 декабря 2023, Триполис) — епископ Элладской православной церкви, митрополит Мантинейский и Кинурийский (1995—2023).

## Биография
Родился 28 октября 1936 года в селе Папарис, в Аркадии, в Греции.
29 декабря 1968 года был хиротонисан во диакона, а 27 апреля 1969 года — во пресвитера.
5 мая 1984 года состоялась его архиерейская хиротония и возведение в достоинство митрополита Навпактского и Свято-Власиевского. За период своего управления епархией основал в Навпакте школу для обучения духовенства, начал издавать церковный журнал «Εκκλησιαστική Ναυς», в 1986 году основал в Навпакте школу византийской музыки (Σχολής Βυζαντινής Μουσικής).
25 января 1995 года был избран управляющим Мантинейской и Кинурийской митрополией.
В июне 2016 года в составе делегации Элладской православной церкви принимал участие в заседаниях Всеправославного собора на Крите.
В 2016 году, в связи с возбуждением иска, вызывался в греческий суд по поводу резких протестов против принятия парламентом Греции закона об однополом гражданском партнёрстве.